# 鲁索 (北达科他州)
47°50′16″N 100°55′58″W / 47.83778°N 100.93278°W
鲁索（英語：Ruso）是美国北达科他州麦克莱恩县的一座城市。根据2010年美国人口普查，该市仅有人口4人，是北达科他州人口最少的城市。
该市于1906年建立，其名称“鲁索”可能来自于俄语一个意思大致为“我们的南部”（South of us）的词汇，或另一个名为“南俄罗斯”（South Russia）的词汇。

## 地理
根据美国官方的统计数据，鲁索整座城市的面积仅有0.2平方英里（0.52平方）。城市范围大致为一个边长800米的正方形。城市范围内仅有数栋房屋，四周被草地、农田和零星的丛林包围。

## 人口
| 调查年                | 人口 | 备注 | %±     |
| --------------------- | ---- | ---- | ------ |
| 1910                  | 141  |      | —      |
| 1920                  | 120  |      | −14.9% |
| 1930                  | 104  |      | −13.3% |
| 1940                  | 65   |      | −37.5% |
| 1950                  | 37   |      | −43.1% |
| 1960                  | 31   |      | −16.2% |
| 1970                  | 15   |      | −51.6% |
| 1980                  | 12   |      | −20.0% |
| 1990                  | 8    |      | −33.3% |
| 2000                  | 6    |      | −25.0% |
| 2010                  | 4    |      | −33.3% |
| U.S. Decennial Census |      |      |        |

鲁索在1910年代人口一度达到百人以上，1910年普查显示该市人口有141人。但随后连年递减，每况愈下。1970年该市人口减到15人，2000年只有6人，2010年更只有4人。只相当于一个普通家庭的人口数。
根据2000年人口普查的数据，该市人口仅有6人（这一数字在2010年减为4），有三个家庭居住在这座城市里。人口密度约为每平方公里9.3人（这一数字在2010年减为5.7）。该市2000年仍有三个住房单位，居民100%为白人。
该市在2000年有三户人家，没有18岁以下的未成年人，所有人全部已经结婚。平均每户两人。该市有两人为25-44岁，两人为45-64岁，两人为65岁以上的老人。平均年龄57岁，三男三女。2010年，该市仅剩三男一女，平均年龄58.5岁。
2000年，这座城市每户年收入中位数为$41,250，每个家庭年收入中位数为$41,250，平均每人年收入为$21,050（2009年为$35,663），没有人处于贫困线下。2009年，估计该市每户年收入中位数升至$68,496。